# Georg Oddner
Georg Mirskij Oddner (17. října 1923 – 7. října 2007) byl švédský fotograf aktivní ve 20. století.

## Životopis
Oddner byl jazzový hudebník a studoval reklamu ve 40. letech 20. století, když se poprvé dostal do kontaktu s fotografií prostřednictvím Johna Melina, uměleckého ředitele Svenska Telegrambyrån v Malmö, největší reklamní agentury ve Skandinávii. Oddner začal pracovat na různých reklamních pracích, včetně průmyslu, architektury a oděvů a také pro SAS. V polovině 50. let procestoval Oddner Kalifornii, Jižní Ameriku, Sovětský svaz a Dálný východ. Během těchto cest fotografoval pro své vlastní účely. Používal převážně vybavení Hasselblad a Leica. Mezi jeho oblíbené fotografy patřili Henri Cartier-Bresson a Richard Avedon.
Společně se Stenem Didrikem Bellanderem (1921–2001), Harrym Dittmarem, Svenem Gillsäterem (1921–2001), Pålem Nils Nilssonem (1928–2003), Hansem Malmbergem (1927–1977), Rune Hassnerovou (1923–2007), Lennartem Olsonem (1925–2010), Hansem Hammarskiöldem (1925–2012), Torem Johnsonem a Hansem Malmbergem byl členem profesního kolektivu Tio Fotografer (Deset fotografů) založeného v roce 1958 a jejich následné fotografické agentury Tiofoto.
Skupina měla vliv na švédskou fotografii zejména proto, že její členové Pål-Nils Nilsson, Hans Hammarskiöld, Rune Hassner, Georg Oddner a Lennart Olson zastávali přední postavení ve vzdělávacích a institucionálních sférách a pravidelně vystavovali na významných místech pro fotografii. Celá skupina byla představena v Hasselbladově centru v roce 1998, tedy v době, kdy se Nilsson stal profesorem fotografie na Fothögskolanu v Göteborgu.